# Галанфида
Галанфида (Галантида, др.-греч. Γαλινθιάς, Γαλανθίς) — персонаж древнегреческой мифологии. Служанка Алкмены, которая обманула Илифию, сообщив ей о том, что Алкмена уже родила Геракла. Илифия превратила её в ласку.
Либо её звали Галинфиада, дочь Прета, подруга Алкмены. Мойры превратили её в ласку и назначили ей, что она зачинает через уши, а рожает через горло (так считалось в Древней Греции). Геката сделала её своей священной прислужницей, а Геракл поставил ей статую и приносил жертвы, что делали в Фивах перед праздником Геракла.